# 日本私立病院協会
一般社団法人日本私立病院協会（にほんしりつびよういんきょうかい）は、全国公私病院連盟の傘下にある日本の私立病院の団体である。私立の病院ならびに介護施設の事業の向上を図ることによって、国民の社会保障制度発展に寄与することを目的として、1968年（昭和43年）に設置された。

## 概要

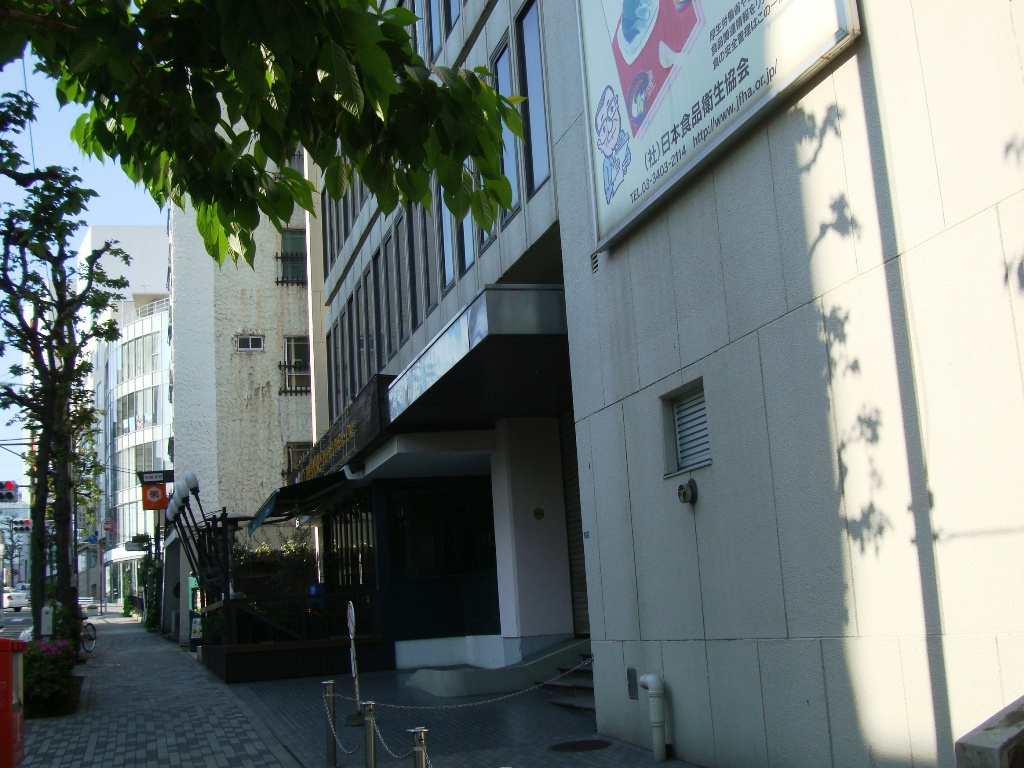
事務局が所在する、食品衛生センター
（東京・原宿）

- 沿革：1968年（昭和43年）5月11日設立
- 代表者：会長　中村　哲也（IMSグループ 理事長）
- 役員数：29名（名誉会長2、名誉会員5、特別会員2、会長1、副会長2、常任理事6、理事3、監事2,幹事6）
- 会員対象：施設会員（私立病院および私立介護施設）、個人会員（正会員、名誉会員、特別会員）および賛助会員で構成される
- 事務局所在地(2024年2月9日移転)：東京都渋谷区神宮前2-6-1　食品衛生センター4階　03-5414-3113
- 事務局新所在地（2024年2月13日より）:東京都台東区寿4-15-7 食品衛生センター7階　03-5830-7503